# 2016至2017年冬山西臨汾二氧化硫嚴重超標事件
2016至2017年冬山西臨汾二氧化硫嚴重超標事件，是指2016年12月至2017月1月發生在中華人民共和國山西省臨汾市的二氧化硫嚴重超標事件。臨汾市自2016年12月起二氧化硫的濃度就已遠遠超出中華人民共和國國家標準和世界衛生組織的標準。該市二氧化硫濃度在2017年1月4日晚一度飆升到1303微克/立方米，此事件在網絡曝光後引起輿論熱議。最嚴重的時候，當地居民呼吸的空氣中，每1立方米含有1420微克二氧化硫。

## 背景
新華社報導，有關中國臨汾成為世界污染最重城市的最早依據，是世界銀行來源於中國環境部門的監測數據，因此山西省環保廳對2006年前後「臨汾市污染嚴重」的提法並未提出質疑。美國「國家地理」雜誌、「大眾科學」雜誌和鐵匠研究會也曾多次把臨汾列在世界污染最嚴重城市的榜首。
2010年美國《赫芬頓郵報》評出全球九大污染城市，臨汾高踞榜首，被稱為「污染最嚴重城市」。但中國山西省環保廳發言人則表示，美國媒體把山西臨汾列為世界九大污染最嚴重城市之首「與事實嚴重不符」。
中國青年報報導，2016年10月1日至11月25日，臨汾市二氧化硫平均濃度與2015年同期相較，大增209%。

## 污染程度
2016年12月，臨汾市空氣質量達到中華人民共和國國家標準的優良天數為4天，2017年1月為1天。2016年12月，臨汾市SO2月均值為351μg/m³，PM2.5月均值為206μg/m³。2017年1月，臨汾市SO2月均值為311μg/m³，PM2.5月均值為157μg/m³，遠超中華人民共和國和世界衛生組織的相關上限值。

## 污染成因

### 工廠排污
時任国家环境保护督察办公室副主任刘长根表示，临汾焦化、钢铁等工业企业违法排污，临汾市目前有焦化企业20余家，部分企业环保设施运行不正常，或未按要求提标改造，或装煤、推焦、熄焦过程无组织排放管控不到位，二氧化硫等污染物超标排放严重。同时，大量焦化废水未经处理达标就用于熄焦，导致废水蒸发排放，污染问题突出。
一位在临汾某工业企业环保部门任职的人士告诉中国青年报記者，市场好的时候，煤焦、钢铁企业宁愿向政府交巨额罚款，也不愿安装运行环保设备、承担更高的环保设备运营成本。企业污染超排的罚单对大企业来说只是“小菜一碟”。

### 居民燃燒散煤
該市環保局負責人張文清稱臨汾市居民燃用散煤佔到了市區燃煤二氧化硫總排量的70%以上。

### 地形
臨汾市區「兩川加一河」的地理地貌，在靜穩天氣等不利氣象條件時，污染物不易擴散。

## 危害
短至10分钟的 SO2 暴露就会诱发一定程度的肺功能和呼吸道症状的改变。根據世界衞生組織的指引，人群不應在平均濃度為500微克/立方米的二氧化硫空氣中暴露超過10分鐘；在持續24小時活動的環境中，平均二氧化硫濃度應低於20微克/立方米。

## 爭議

### 居民燃燒散煤是污染主因
臨汾市環保局負責人張文清曾通過當地媒體稱，居民散煤燃燒是此次事件的主因，臨汾70%的二氧化硫歸結為居民燃用散煤。張文清表示，該數據經過了環保部和山西省專家組的測算。然而，環保部專家組負責人柴發合向媒體否認了這一說法。柴發合透露，這一結論是臨汾當地自算的。
中科院大氣物理研究所博士后李汀認為，根據《臨汾統計年鑒2015》，2004至2014年，在臨汾市總的煤炭消費量中，生產用煤基本佔到97.9%~98.8%，而生活用煤僅佔1.2%~2.1%。從2004~2014年的趨勢來看，生產、生活用煤比例較為穩定。考慮到民間散煤與生產用煤含硫量的差別，李汀做了在極端情況下的估算，即假設居民的生活用煤全都是含硫量高達4%的特高硫煤，並將產生的二氧化硫100%釋放出來﹔同時假設所有的生產用煤都是脫硫量僅為1%的低硫煤，能做到所有企業、大小作坊脫硫率達到行業內最高標准95%，且脫硫設備每時每刻都開著，沒有半點偷排行為。按此計算結果顯示，即便居民全部使用特高硫煤，其貢獻的二氧化硫也不可能承擔二氧化硫排放總量的70%之多。

### 當地政府不發布重污染預警
山西臨汾二氧化硫在短期內多次破千，但当地政府仍然没发预警。針對媒體的追問，临汾市环保局副局长反问道：“全国哪个城市有关于二氧化硫的专门预警？”“你找给我看看”。

### 暴力禁煤
在接近2020年底時，為達成官方禁止使用散煤、燃煤爐灶、柴火的「三清零」禁煤環保指標，臨汾市轄區內的一些執法人員，在寒冬中擅自闖入民宅內，強行搗毀爐具、煤炭和柴禾。其中，臨汾市轄下的襄汾縣更傳出執法人員涉嫌暴力執法，甚至出動拼裝車強行運走村民家中用來取暖的煤炭。對於居民為何仍未配合官方的「煤改氣」政策，當地民眾表示，煤改電、煤改氣價格高昂，一個普通家庭若全面配合，每個月需要人民幣逾1000元費用，遠超過當地一般農民的負擔。特別是疫情時期，當地很多人失業，更讓民眾雪上加霜。
面對媒體查證，臨汾市政府拒絕置評；襄汾縣生態環境局則坦承縣內實施禁煤，但對暴力禁煤則聲稱，具體執行是由鄉鎮政府負責。至於「煤改氣」或「煤改電」是有費用補貼，但各鄉鎮各有標準。

## 後續
2017年1月19日上午，當時的环保部对山西临汾市市长刘予强等政府负责人进行约谈，督促临汾市尽快遏止大气环境质量恶化趋势。环保部决定暂停临汾市新增大气污染物排放项目的环评审批(民生及节能减排项目除外)，并要求山西省环保厅以及临汾市县两级环保部门同步执行。
2017年12月，中华人民共和国环境保护部正式发函：《关于解除山西省临汾市新增大气污染物排放建设项目环境影响评价限批的通知》。临汾市环保局副局长张文清表示：经过一年的整治，临汾市环境有了明显的改善。
2019年的《臨汾市生態環境狀況公報》顯示，臨汾市2019年的SO2年均濃度為28μg/m³，已經達到中華人民共和國國家二級標準。該報告稱，當地已實現市區和周邊10公里地區無焦化、鋼鐵企業。